# Katherine Legge
Katherine Anne Legge [ˈlɛɡ] (* 12. Juli 1980 in Guildford, Surrey, England) ist eine britische Automobilrennfahrerin. Sie fuhr 2006 und 2007 in der Champ Car World Series. Von 2008 bis 2010 war sie in der DTM aktiv. 2012 und 2013 trat sie in der IndyCar Series an. Aktuell fährt sie im IMSA WeatherTech SportsCar Championship und in der IndyCar Series.

## Karriere

### Anfänge im Motorsport (1990–2005)
Legge begann ihre Motorsportkarriere 1990 im Kartsport, in dem sie bis 1998 aktiv war. 1999 trat sie im britischen MGF Cup an. 2000 wechselte sie in den Formelsport und nahm an einem Rennen der britischen Formel Ford teil. In den nächsten zwei Jahren ging sie bei einigen Rennen der britischen Formel Renault an den Start. 2002 wurde sie als erste Frau als Rising Star des British Racing Drivers Club ausgezeichnet.
2003 nahm Legge an vier Rennen der britischen Formel-3-Meisterschaft teil. Sie blieb ohne Punkte. Neben vier Rennen in der britischen Formel Renault trat Legge 2004 in der US-amerikanischen Formel Renault an und erreichte dort den zehnten Rang.
2005 startete Legge in der Atlantic Championship für die Polestar Racing Group. Beim Auftaktrennen in Long Beach gelang ihr auf Anhieb der Sieg. Damit wurde sie zur ersten Frau, die in einer großen nordamerikanischen Monoposto-Rennserie ein Rennen für sich entschied. Im weiteren Saisonverlauf folgten weitere Siege in Edmonton und San José. Mit insgesamt fünf Podest-Platzierungen beendete sie die Saison als Dritter in der Meisterschaft. Sie war punktgleich mit ihrem Teamkollegen Antoine Bessette, der, da er einen Sieg weniger hatte, auf dem Platz hinter Legge lag. In diesem Jahr wurde sie vom RACER-Magazin mit dem Titel „Most Promising Road Racer of The Year“ ausgezeichnet.
Im November 2005 nahm Legge für Minardi an Formel-1-Testfahrten in Vallelunga teil. Sie wurde damit zur ersten Frau nach Sarah Fisher 2002, die ein Formel-1-Auto fuhr. Nachdem sie an ihrem ersten Testtag bereits nach zwei Runden einen Unfall hatte, hatte sie am zweiten Testtag nur wenig Rückstand auf Juan Cáceres, der die schnellste Zeit erzielt hatte. Im Dezember testete sie ein A1GP-Fahrzeug und wurde zur ersten Frau, die ein A1GP-Auto fuhr. Zu Renneinsätzen in der A1GP kam es nicht.

### Champ Car (2006–2007)
Nach ihren Testfahrten in der Formel 1 und der A1GP, testete Legge in der Champ Car World Series für Rocketsports Racing und PKV Racing. Anschließend wurde sie für die Saison 2006 von PKV Racing unter Vertrag genommen. Ihr Teamkollege wurde Oriol Servià. Legge wurde in der Saison zur ersten Frau, die ein Champ-Car-Rennen anführte. Beim Rennen in Elkhart Lake löste sich bei ihrem Fahrzeug ein Teil des Heckflügels. Das Fahrzeug verlor in einer schnellen Rechtskurve die Bodenhaftung und prallte mit hoher Geschwindigkeit seitlich in die Begrenzungsmauer, überschlug sich anschließend mehrfach und wurde vollkommen zerstört. Das Rennen wurde daraufhin unterbrochen. Legge überstand den Einschlag in die Mauer nahezu unverletzt und zog sich nur leichte Blessuren zu. Am Ende der Saison lag Legge mit einem sechsten Platz als bestes Resultat auf dem 16. Gesamtrang, während ihr Teamkollege mit einer Podest-Platzierung Elfter wurde.
2007 wechselte Legge innerhalb der Champ-Car-Serie zu Dale Coyne Racing, wo Bruno Junqueira ihr Teamkollege war. Nachdem sie beim Saisonauftakt Sechste geworden war und ein Rennen später den zehnten Platz erzielt hatte, gelang ihr im weiteren Verlauf der Saison keine weitere Top-10-Platzierung. Mit 108 Punkten beendete sie die Saison auf dem 15. Platz in der Fahrerwertung. Junqueira wurde mit 233 Punkten und drei Podest-Platzierungen Gesamtsiebter. Darüber hinaus nahm Legge an einem Rennen der Rolex Sports Car Series teil.

### DTM (2008–2010)

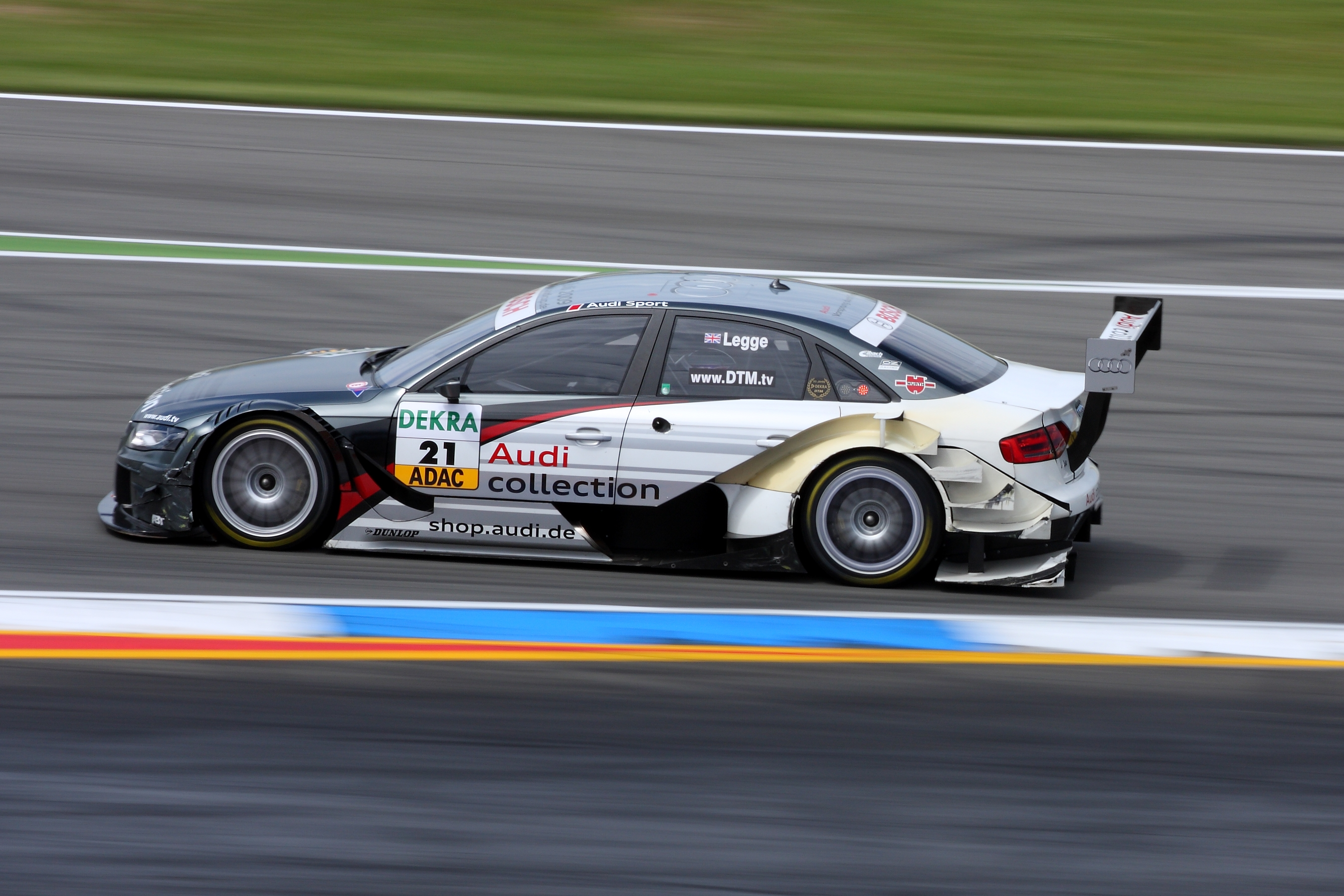
Katherine Legge beim DTM-Saisonauftakt 2009 in Hockenheim

2008 wechselte Legge in die DTM zum Audi-Kundenteam Futurecom TME. Sie erhielt einen zwei Jahre alten Audi A4 DTM. Ihr Teamkollege war der ehemalige DTM-Vizemeister Christijan Albers. Die beiden blieben ohne Punkte. Während ein zehnter Platz das beste Ergebnis von Albers war, stellte zwei 15. Plätze Legges beste Platzierungen dar.
2009 wechselte Legge innerhalb der Audi-Teams zu Abt Sportsline und erhielt ein ein Jahr altes Modell, einen sogenannten „Jahreswagen“ des Audi A4 DTM. Beim dritten Saisonrennen auf dem Norisring fuhr Legge erstmals die schnellste Rennrunde ein. Nach einem fünften Startplatz fuhr sie allerdings wegen eines schlechten Starts nicht in die Punkteränge. Im Gegensatz zu den anderen Audi-Piloten in einem „Jahreswagen“ blieb sie punktelos.
2010 erhielt Legge ein Audi-Cockpit beim Team Rosberg in einem Jahreswagen. Während alle anderen Audi-Piloten punkteten, blieb Legge erneut ohne Punkte. Mehrere 14. Plätze waren ihre besten Positionen. Ihr Teamkollege Markus Winkelhock erreichte als bestes Ergebnis einen vierten Platz. Nach der Saison 2010 endete Legges DTM-Engagement.

### IndyCar Series (2012)
Nachdem Legge 2011 ohne Cockpit war, kehrte sie 2012 in den Motorsport zurück. Für Dragon Racing fuhr sie in der IndyCar Series. Ihr Teamkollege war der vierfache Champ-Car-Meister Sébastien Bourdais. Nach dem vierten Rennen wechselte Dragon den Motorenlieferanten von Lotus zu Chevrolet. Da diese jedoch nicht über ausreichend Motoren verfügten, reduzierte Dragon sein Team zum sechsten Rennen auf ein Fahrzeug. Bourdais wurde als Pilot für die Straßenkurse ausgewählt, bei den verbliebenen vier Ovalrennen erhielt Legge das Cockpit. Darüber hinaus wurde sie bei einem weiteren Straßenkursrennen eingesetzt, da ein zusätzlicher Motor verfügbar war. Beim Saisonfinale, dem MAVTV 500, erreichte sie mit dem neunten Platz ihre erste Top-10-Platzierung in der IndyCar Series. Legge schloss die Saison auf dem 26. Gesamtrang ab.

### Langstrecke und Formel E (seit 2013)
Obwohl Legge für die IndyCar-Series-Saison 2013 über einen Vertrag mit Dragon Racing und dem Sponsor TrueCar verfügte, wurde sie im Vorfeld der Saison durch Sebastián Saavedra ersetzt. Saavedra erhielt sowohl ihr Cockpit, als auch ihren Sponsor. Legge kündigte darauf an, gegen ihre Kündigung gerichtlich vorzugehen. Legge erhielt schließlich ein Cockpit im DeltaWing in der American Le Mans Series (ALMS). Dort erreichte sie eine Podest-Platzierung und wurde Siebte in der LMP1-Wertung. Darüber hinaus bestritt sie ein Langstrecken-Rennen in der Rolex Sports Car Series. Für das diesjährige Indianapolis 500 erhielt sie ein Cockpit bei Schmidt Peterson Motorsports.
2014 erhielt Legge ein Teilzeitcockpit im DeltaWing in der neugegründeten United SportsCar Championship (USCC), die aus einer Fusion der ALMS und der Rolex Sports Car Series hervorgegangen war. Sie wurde 19. in der Prototype-Wertung. Außerdem fuhr sie ein Rennen in der Continental Tire Sports Car Challenge. Darüber hinaus trat Legge 2014/15 in der neugegründeten FIA-Formel-E-Meisterschaft für Amlin Aguri an. Aufgrund einer Überschneidung mit ihrem USCC-Engagement ging sie zweimal nicht an den Start. Anschließend beendete sie ihr Formel-E-Engagement. Ein 15. Platz war ihr bestes Ergebnis. Auch in den Jahren 2015–19 trat Legge in der USCC, die mittlerweile in IMSA WeatherTech SportsCar Championship umbenannt wurde, an. 2019 war sie gemeinsam mit Christina Nielsen und Simona de Silvestro in dieser Serie Teil des einzigen Teams mit einer rein weiblichen Fahrerpaarung.

## Persönliches
Legge war einige Jahre mit Peter Terting liiert.

## Statistik

### Karrierestationen
- 1990–1998: Kartsport
- 1999: Britischer MGF Cup
- 2000: Britische Formel Ford
- 2001: Britische Formel Renault (Platz 39)
- 2002: Britische Formel Renault (Platz 37)
- 2003: Britische Formel 3 (Platz 32)
- 2004: US-amerikanische Formel Renault (Platz 10)
- 2004: Britische Formel Renault (Platz 36)
- 2005: Atlantic Championship (Platz 3)
- 2006: Champ Car (Platz 16)
- 2007: Champ Car (Platz 15)
- 2007: Rolex Sports Car Series, DP (Platz 70)
- 2008: DTM
- 2009: DTM
- 2010: DTM
- 2012: IndyCar Series (Platz 26)
- 2013: ALMS, LMP1 (Platz 7)
- 2013: IndyCar Series (Platz 37)
- 2013: Rolex Sports Car Series, DP
- 2014: United SportsCar Championship, Prototype (Platz 19)
- 2014: Continental Tire Sports Car Challenge, ST (Platz 64)
- 2015: Formel E (Platz 33)
- 2015: United SportsCar Championship (Platz 8)
- 2016: IMSA WeatherTech SportsCar Championship (Platz 10)
- 2017: IMSA WeatherTech SportsCar Championship (Platz 6)
- 2018: IMSA WeatherTech SportsCar Championship (Platz 2)
- 2018: Xfinity Series (4 Rennen, Platz 51)
- 2019: IMSA WeatherTech SportsCar Championship (Platz 9)

### Einzelergebnisse in der IndyCar Series
| Jahr | Team                           | 1   | 2   | 3    | 4   | 5    | 6    | 7   | 8   | 9   | 10   | 11   | 12   | 13  | 14  | 15   | 16   | 17  | 18  | 19  | Punkte | Rang |
| ---- | ------------------------------ | --- | --- | ---- | --- | ---- | ---- | --- | --- | --- | ---- | ---- | ---- | --- | --- | ---- | ---- | --- | --- | --- | ------ | ---- |
| 2012 | Dragon Racing                  | STP | ALA | LBH  | SAO | INDY | DET  | TXS | MIL | IOW | TOR  | EDM  | MDO  | SNM | BAL | FON  |      |     |     |     | 137    | 26.  |
| 2012 | Dragon Racing                  | 23  | 23  | 19   | 26  | 2230 |      | 15  | 18  | 15  |      |      |      | 24  |     | 9    |      |     |     |     | 137    | 26.  |
| 2013 | Schmidt Peterson Motorsports   | STP | ALA | LBH  | SAO | INDY | DET  | DET | TXS | MIL | IOW  | POC  | TOR  | TOR | MDO | SNM  | BAL  | HOU | HOU | FON | 8      | 37.  |
| 2013 | Schmidt Peterson Motorsports   |     |     | 2633 |     |      |      |     |     |     |      |      |      |     |     |      |      |     |     |     | 8      | 37.  |
| 2023 | Rahal Letterman Lanigan Racing | STP | TXS | LBH  | ALA | IMS  | INDY | DET | ROA | MDO | TOR  | IOW1 | IOW2 | NSH | IMS | GAT  | POR  | LAG |     |     | 5      | 37.  |
| 2023 | Rahal Letterman Lanigan Racing |     |     |      | 33  |      |      |     |     |     |      |      |      |     |     |      |      |     |     |     | 5      | 37.  |
| 2024 | Dale Coyne Racing              | STP | LBH | ALA  | IMS | INDY | DET  | ROA | LAG | MDO | IOW1 | IOW2 | TOR  | GAT | POR | MIL1 | MIL2 | NSH |     |     | 61     | 29.  |
| 2024 | Dale Coyne Racing              |     |     |      |     | 29   |      |     |     |     | 17   | 24   |      | 27  |     | 19   | 15L  | 26  |     |     | 61     | 29.  |

Legende

### Einzelergebnisse in der FIA-Formel-E-Meisterschaft
| Jahr    | Team        | 1   | 2   | 3   | 4   | 5   | 6   | 7   | 8   | 9   | 10  | 11  | Punkte | Rang |
| ------- | ----------- | --- | --- | --- | --- | --- | --- | --- | --- | --- | --- | --- | ------ | ---- |
| 2014/15 | Amlin Aguri | BEI | PUT | PUN | BUE | MIA | LBH | MON | BER | MOS | LON | LON | 0      | 33.  |
| 2014/15 | Amlin Aguri | 15° | 15° |     |     |     |     |     |     |     |     |     | 0      | 33.  |

| Legende                      | Legende       | Legende                                                                 |
| Farbe                        | Abkürzung     | Bedeutung                                                               |
| ---------------------------- | ------------- | ----------------------------------------------------------------------- |
| Gold                         | —             | Sieger                                                                  |
| Silber                       | —             | 2. Platz                                                                |
| Bronze                       | —             | 3. Platz                                                                |
| Grün                         | —             | Platzierung in den Punkten                                              |
| Blau                         | —             | Klassifiziert außerhalb der Punkteränge                                 |
| Violett                      | DNF           | Rennen nicht beendet                                                    |
| Violett                      | NC            | nicht klassifiziert                                                     |
| Rot                          | DNQ           | nicht qualifiziert                                                      |
| Schwarz                      | DSQ           | disqualifiziert                                                         |
| Weiß                         | DNS           | nicht am Start                                                          |
| Weiß                         | WD            | zurückgezogen                                                           |
| Weiß                         | C             | Rennen abgesagt                                                         |
| Blanko                       |               | nicht teilgenommen                                                      |
| Blanko                       | DNP           | gemeldet, aber nicht teilgenommen                                       |
| Blanko                       | INJ           | verletzt oder krank                                                     |
| Blanko                       | EX            | ausgeschlossen                                                          |
| sonstige Formate und Zeichen | P/fett        | Pole-Position                                                           |
| sonstige Formate und Zeichen | kursiv        | Schnellste Rennrunde (ab 2017/18: Schnellste Rennrunde der ersten Zehn) |
| sonstige Formate und Zeichen | unterstrichen | Führender in der Gesamtwertung                                          |
| sonstige Formate und Zeichen | °             | FanBoost                                                                |
| sonstige Formate und Zeichen | *             | nicht im Ziel, aufgrund der zurückgelegten Distanz aber gewertet        |
| sonstige Formate und Zeichen | ( )           | Streichresultat                                                         |

### Sebring-Ergebnisse
| Jahr | Team                                     | Fahrzeug            | Teamkollege       | Teamkollege   | Platzierung | Ausfallgrund |
| ---- | ---------------------------------------- | ------------------- | ----------------- | ------------- | ----------- | ------------ |
| 2014 | DeltaWing Racing Cars                    | DeltaWing DWC13     | Andrew Meyrick    | Gabby Chaves  | Ausfall     | Motorschaden |
| 2015 | Claro TracFone DeltaWing Racing          | DeltaWing DWC13     | Andrew Meyrick    | Memo Rojas    | Rang 31     |              |
| 2016 | Panoz DeltaWing Racing                   | DeltaWing DWC13     | Andrew Meyrick    | Sean Rayhall  | Ausfall     | Unfall       |
| 2017 | Michael Shank Racing with Curb Agajanian | Acura NSX GT3       | Andy Lally        | Mark Wilkins  | Rang 30     |              |
| 2018 | Michael Shank Racing with Curb Agajanian | Acura NSX GT3       | Álvaro Parente    | Trent Hindman | Rang 24     |              |
| 2019 | Michael Shank Racing with Curb Agajanian | Acura NSX GT3       | Christina Nielsen | Ana Beatriz   | Rang 26     |              |
| 2021 | Team Hardpoint EBM                       | Porsche 911 GT3 R   | Christina Nielsen | Ana Beatriz   | Rang 22     |              |
| 2022 | Team Hardpoint                           | Porsche 911 GT3 R   | Rob Ferriol       | Stefan Wilson | Rang 32     |              |
| 2023 | Gradient Racing                          | Acura NSX GT3 Evo22 | Marc Miller       | Sheena Monk   | Rang 33     |              |
| 2024 | Gradient Racing                          | Acura NSX GT3 Evo22 | Tatiana Calderón  | Sheena Monk   | Ausfall     | Unfall       |

### Einzelergebnisse in der FIA-Langstrecken-Weltmeisterschaft
| Saison | Team      | Rennwagen       | 1   | 2   | 3   | 4   | 5   | 6   |
| ------ | --------- | --------------- | --- | --- | --- | --- | --- | --- |
| 2021   | Iron Lynx | Ferrari 488 GTE | SPA | POR | MON | LEM | BAH | BAH |
| 2021   | Iron Lynx | Ferrari 488 GTE | 27  |     |     |     | 25  | 27  |